# オフホワイト
オフホワイト（英語 off-white）とは、色名の1つである。

## 概要
オフホワイトには「白に近いが白でない」という意味があり、他の白系の色の多くと同様に「真っ白」(純白)とは異なり、純白に少しだけ灰色や黄色が混ざった色のことを指す。
しかし、オフホワイトという色の明確な定義はされておらず、服飾業界においてはブランドやデザイナーによってこの言葉が指す色に対する認識には違いがある。ただし、現代では純白に薄く黄色が混ざった色を指すことが多くなっており、「生成色」と同じ意味で使用されることも少なくない。また、生成色を晒す(白に近づける)という意味もある。
ファッション・アパレル関係では、ウェディングドレスの色を表す色名として用いられることが多く、白色系のドレスは一般的にピュアホワイト(純白)、オフホワイト、アイボリーの3色に区分され、オフホワイトはアイボリーよりも純白に近い色として扱われる。また、純白より僅かに黄色味がかったオフホワイトのドレスは、黄色人種である日本人に最も良く似合うとされている。